# Internationale Soefi Beweging
De Internationale Soefi Beweging is in 1917 bij statuut opgericht te Londen op initiatief van de Indiase muzikant en mysticus Hazrat Inayat Khan (1882-1927) teneinde de denkbeelden van het Universeel soefisme uit te dragen. Hij wordt gezien als een vernieuwer van het eeuwenoude soefisme.

## Soefi beweging Nederland

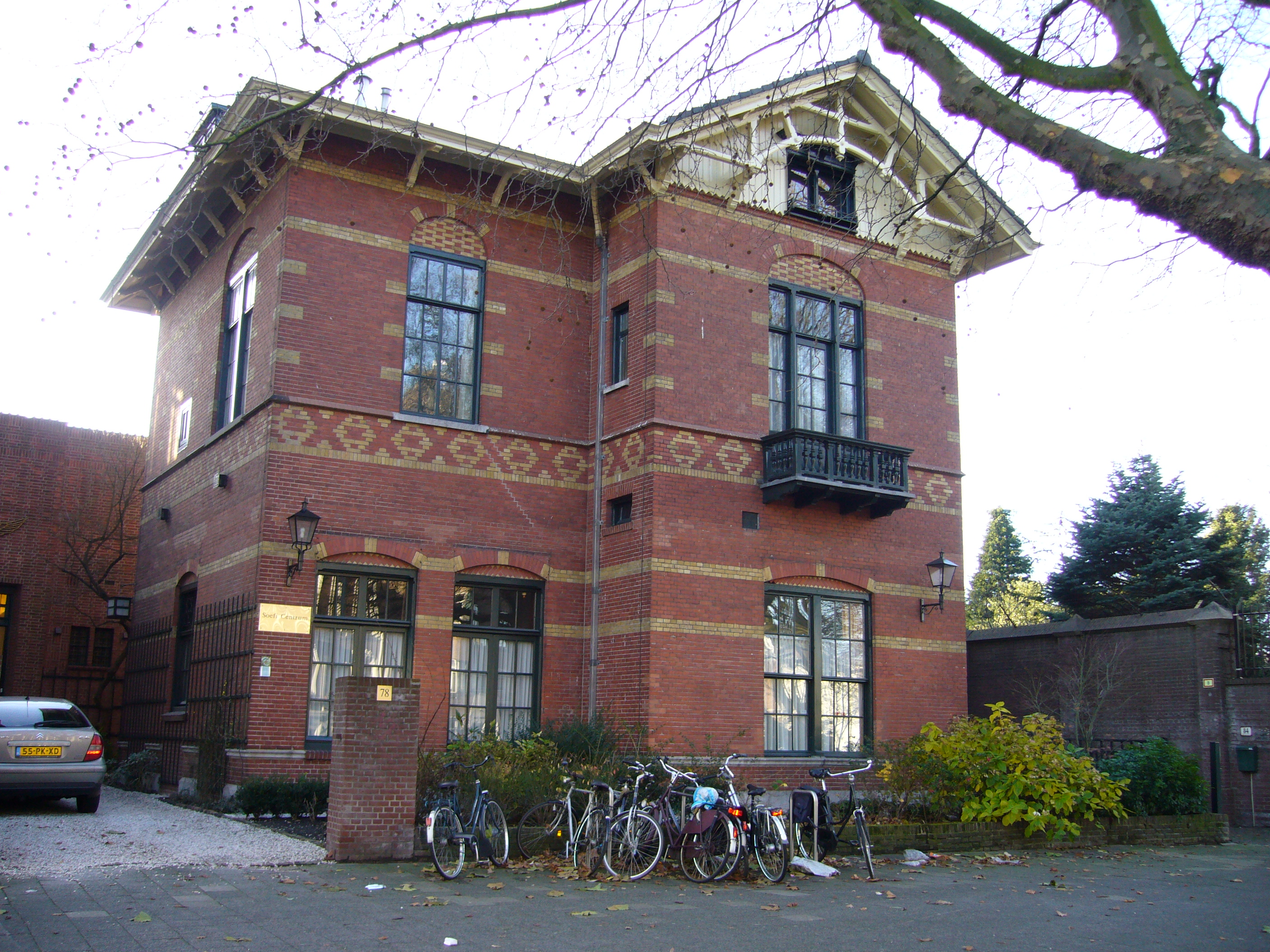
Soefi secretariaat in Den Haag

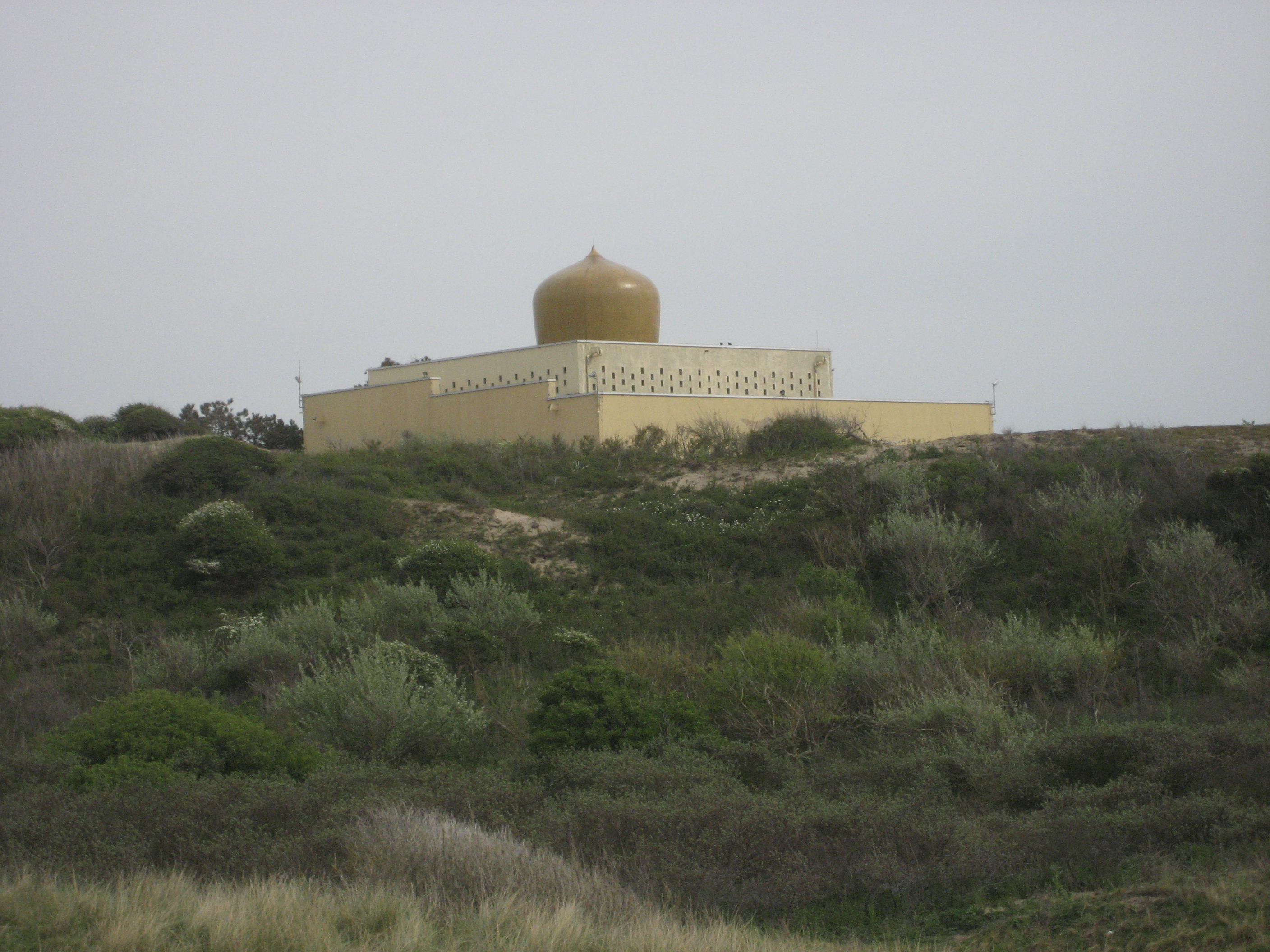
Universel Murad Hassil in Katwijk

In 1921 bezocht Inayat voor de eerste keer Nederland, waar inmiddels een kleine groep met belangstellenden was ontstaan. De Soefi Beweging Nederland had al sinds 1915 haar secretariaat in Den Haag, in een voormalig stationsgebouw van de stoomtram. Het hoofdkwartier bevindt zich nog altijd op de Anna Palownastraat, het bestuur van de stichting Soefi Beweging Nederland zetelt sinds 1983 ook in Den Haag.
Tijdens zijn verblijf in Nederland ontmoette Inayat onder meer Hubertus Paulus baron van Tuyll van Serooskerken. Van Tuyll maakte zich sterk voor een officiële vertegenwoordiging in Nederland. Binnen een paar jaar werd er een vereniging opgericht met vier afdelingen te weten Den Haag, Arnhem, Amsterdam en Haarlem.
De activiteiten die de stichting onderneemt variëren van het geven van lezingen/concerten in de Soefi-tempel Universel Murad Hassil te Katwijk, het uitgeven van publicaties en werken van Hazrat Inayat Khan en het organiseren van bijeenkomsten zoals de zomerscholen. Ter gedenking van zijn 125ste geboortedag werd in 2007 een soefidag in Katwijk georganiseerd. Er zijn thans nog 20 soeficentra in Nederland.

## Organisatie
Er zijn binnen het westerse soefisme vijf takken van werkzaamheid te onderscheiden:
- De hoofdtak is die van de esoterische school. In het soefisme wordt dit nagestreefd door middel van inwijding door een murshid. Een ingewijde is vanaf dat moment dan een mureed.

- De tweede tak omvat die van het exoterische aanzicht en komt tot uiting in de universele eredienst. Deze dienst is puur symbolisch bedoeld. Tijdens de universele eredienst worden zeven kaarsen aangestoken uit eerbied voor de verschillende godsdiensten. Voor elk van deze kaarsen ligt het heilige boek van de desbetreffende godsdienst. De intentie van de universele eredienst is te laten zien dat alle geschreven en ongeschreven godsdiensten in essentie hetzelfde zijn.

- De derde tak is die van het Kinship, de wereld broeder- en zusterschap. Zij heeft tot taak het ideaal van broederschap in de zin van verwantschap te bevorderen. Doel van dit broeder- en zusterschap is de (godsdienstige) kloof tussen oost en west te verenigen door elkaars levensovertuiging en/of geloof te respecteren.

- De vierde tak is die van de Genezings Orde. Deze orde heeft als doel de mensheid te doen ontwaken tot een grotere realisatie van de kracht van de Goddelijke Geest om te genezen. De belangrijkste activiteit is het houden/organiseren van een groepsgenezingsdienst die genezingscirkel wordt genoemd. De genezingscirkel richt zich op genezing op afstand door afstemming, gebed, adem en concentratie. De cirkel wordt geleid door iemand die is ingewijd als medium om de genezing te geleiden.

De Genezings Orde richt zich hier in de eerste plaats op de transformatie van het bewustzijn als een onmisbaar aspect van het eigenlijke genezingproces. Hierdoor wordt het proces van het ontwaken van de mensheid ondersteund. Met transformatie van bewustzijn wordt een proces bedoeld waarbij het bewustzijn een verandering ondergaat die voortkomt uit een verschuiving in iemands besef van wie hij of zij werkelijk is. Het leven als geheel (innerlijk en uiterlijk) toont dan een compleet nieuw gezicht en er ontstaat een fris perspectief welk perspectief is gebaseerd op een veel diepere waardering van het 'zijn'.
- De vijfde en jongste tak is die van Ziraat. Hazrat Inayat Khan vond inspiratie uit de natuur en hij putte tevens uit de symbolenleer van de oude, klassieke Soefi Ordes. Hazrat Inayat Khan creëerde hiertoe een mysterieschool die kan worden vergeleken met bijvoorbeeld de vrijmetselarij waarbij gebruik wordt gemaakt van symbolen en ceremonie en die beslotenheid en discretie kenmerkt.

Ziraat gebruikt het in cultuur brengen van de aarde als metafoor. Concentratie op de verschillende fasen van de landbouw en de daarin te ontdekken parallellen in ons doen en laten kan bijdragen tot de geestelijke ontwikkeling van de mens. Het doel van Ziraat is de cultivatie van de persoonlijkheid, de innerlijke groei en het godsbewustzijn. De leringen binnen Ziraat baseren zich op de wet van harmonie die aan de werking van de natuur ten grondslag ligt en die dus ook in de landbouw zouden moeten worden toegepast. Zuivering en verbinding met kwaliteiten van aarde, water, vuur, lucht en ether zijn hierbij essentieel.
Binnen de Ziraat-symboliek wordt de volgende hiërarchie onderscheiden: De Eigenaar van de Boerderij is God. De geestelijk leraar die de Boodschap brengt wordt de Grote Landbouwer (Herenboer) genoemd. De verantwoordelijke voor het werk van innerlijke groei is een Ervaren Landbouwer. Deze werkt samen met andere werkers op het boerenbedrijf. De helpers vervullen verschillende taken die weer als leerschool dienen tot persoonlijke vorming en realisatie. Op deze manier draagt Ziraat bij aan de groei en het welzijn van een persoon, van anderen en uiteindelijk aan de evolutie van de mensheid als geheel en het behoud van de planeet Aarde. De vergelijking die hierbij wordt gemaakt is dat het werken aan jezelf kan worden gezien als het werk van een boer in zijn boerenbedrijf: het uittrekken van oude wortels, het voorbereiden van het land, het zaaien van het gewas, de zorg voor het gewas tijdens de groei, het binnenhalen van de oogst na de groei en de juiste omgang met hetgeen dat is geoogst.

## Afsplitsing binnen de Internationale Soefibeweging
Toen Inayat Khan in 1927 overleed was de Soefi Beweging bestuurlijk bezien niet goed georganiseerd. De beweging was door Inayat Khan hiërarchisch opgezet waarbij hijzelf de initiatiefnemer was. Er ontstonden problemen nadat Inayat Khan in zijn uitdrukkelijke wilsbeschikking had bepaald dat er na zijn dood geen andere Pir-o-Murshid (Pir = oprichter orde/de eerste/spiritueel leider, o = en, Murshid is Arabisch voor leider) zou komen om hem op te volgen.
Deze toestand leidde tot een internationale scheuring binnen de Soefi Beweging. Eén partij wenste wel een nieuwe leider en streefde ernaar dit bij meerderheid van stemmen te bereiken en zo een (nieuwe) Pir-o-Murshid aan te stellen voor de orde. Zij noemde zichzelf inmiddels de Internationale Soefi Orde en kondigde dit ook zo aan in haar publicaties en bij de verspreiding van leerstukken van Inayat Khan. Deze beweging werd vanaf 1957 geleid door Vilayat Inayat Khan ondanks het gegeven dat Hazrat Inayat Khan hem noch bij leven noch bij uiterste wilsbeschikking als opvolger had aangewezen. Vilayat leidde, zoals hij zelf stelde, de beweging in de geest van zijn vader.
De anderen hielden vast aan de leer van de oprichter en beschouwen Inayat Khan als de eerste en de enige Pir-o-Murshid van de Soefi Beweging. Zij noemden zichzelf inmiddels de Internationale Soefi Beweging. Het hoofdkwartier bevindt zich in Nederland en stond onder leiding van de jongste zoon van Inayat, Hidayat Khan (6 augustus 1917 – 12 september 2016).

## Afsplitsing binnen de Nederlandse Soefi Beweging
In Nederland zijn door de jaren heen veel verschillende soefi centra ontstaan waar men bijeenkomsten kan bijwonen. Echter, na het overlijden van Hazrat Inayat Khan is ook in Nederland een breuk ontstaan. De ene groep die Pir-o-Murshid Inayat Khan als het enige hoofd der Soefi Beweging erkent, bevindt zich nog steeds in Den Haag. De aanhangers van Pir Vilayat Inayat Khan en Zia Inayat Khan hebben zich verenigd in de Soefi Orde Nederland.
Naar aanleiding van deze gebeurtenissen is eind jaren zestig op initiatief van twee leerlingen van Inayat Khan de afdeling in Haarlem zelfstandig verdergegaan. Hieruit is in 1974 de Vereniging Soefi-Contact ontstaan. Later hebben er zich in Alkmaar en Bussum nog twee afdelingen van deze vereniging gevestigd. De afdeling in Bussum is ook gesplitst en bestaat nu uit twee vertegenwoordigers. Het hoofdkwartier van Soefi-Contact is gevestigd in het 'Soefi-Huis' aan de Burgwal te Haarlem.

## Herstel van de onderlinge internationale betrekkingen
In 1997 is de Federation of the Sufi Message opgericht als koepelorganisatie voor de verschillende bewegingen. Deze federatie bestaat ondertussen uit Internationale Soefi-Beweging, de Sufi Ruhaniat International, de Vereniging Soefi-Contact en de Internationale Soefi-Orde.